# Chevrolet LUV
Chevrolet LUV – samochód osobowo-dostawczy klasy średniej produkowany pod amerykańską marką Chevrolet w latach 1972–2012.

## Pierwsza generacja

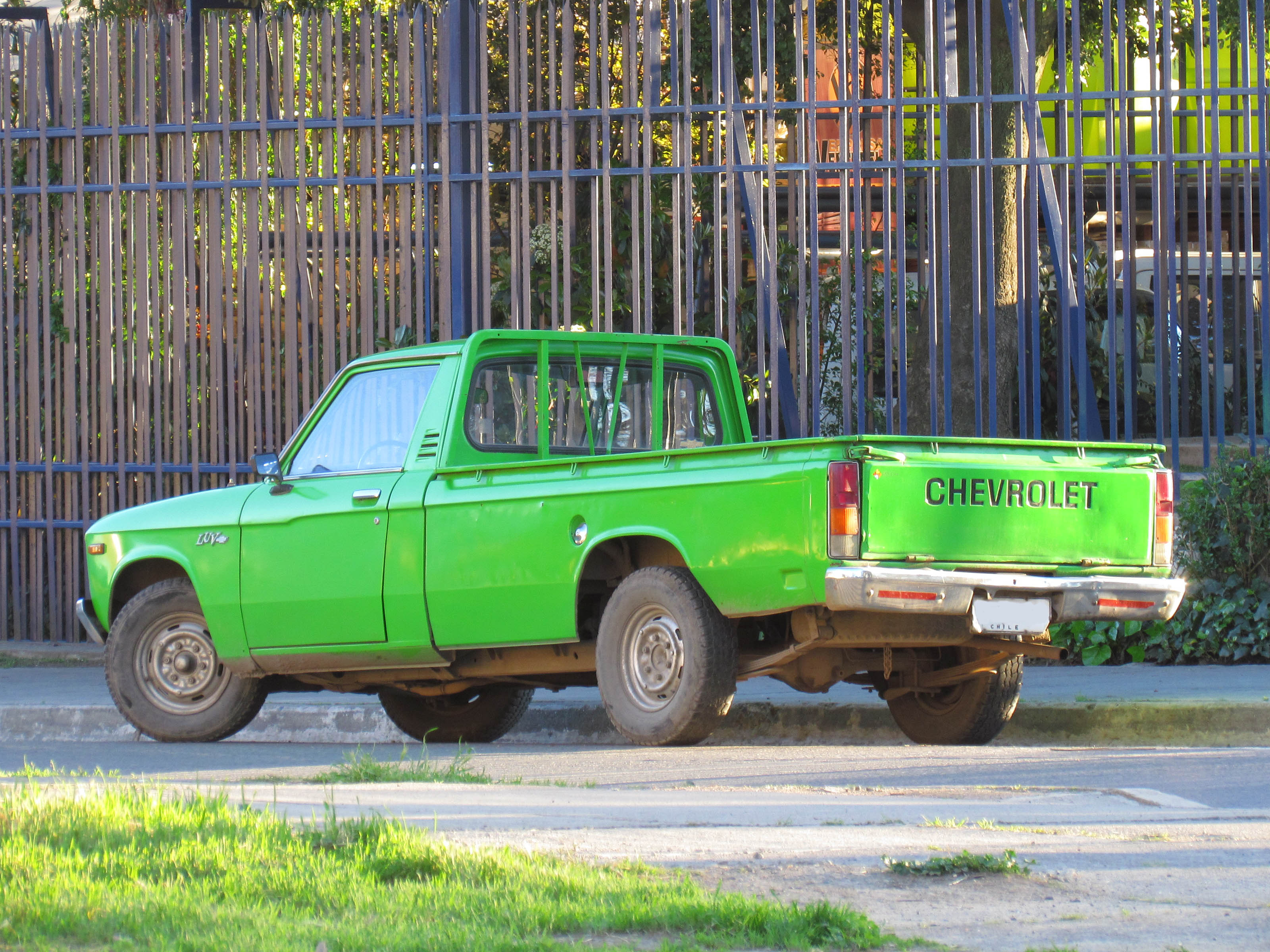
Chevrolet LUV I - tył

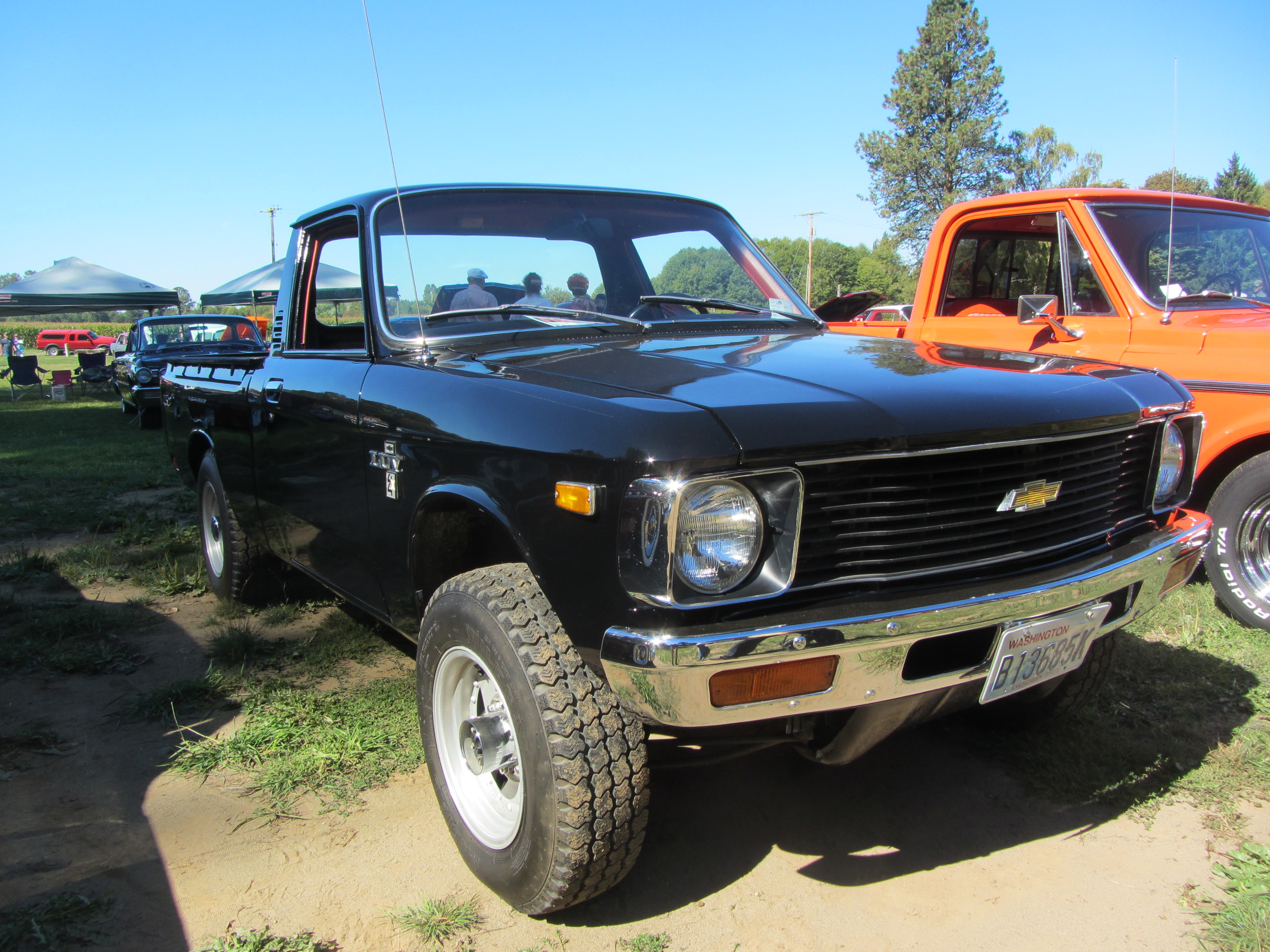
amerykański Chevrolet LUV I

Chevrolet LUV I został zaprezentowany po raz pierwszy w 1972 roku.
Pickup LUV pojawił się w ofercie Chevroleta w ramach współpracy z Isuzu jako model bliźniaczy dla modelu Faster. LUV jest akronimem od Light Utility Vehicle. 
Do napędu pierwszej generacji Chevroleta LUV używano wyłącznie silnika R4 SOHC o pojemności 1,8 litra osiągającego moc 76 KM (56 kW) przy 5000 obr./min oraz moment obrotowy 119 Nm przy 3000 obr./min. Początkowo dostępna była wyłącznie 4-biegowa skrzynia manualna, od 1976 oferowano także 3-biegowy automat. Od 1977 montowano mocniejszy silnik o mocy 81 KM (60 kW). 
Samochód oferowany był zarówno na rynku Ameryki Północnej, gdzie uplasował się w ofercie poniżej topowego modelu C/K, jak i w krajach Ameryki Południowej.

### Silnik
- L4 1.8l G180Z SOHC

## Druga generacja

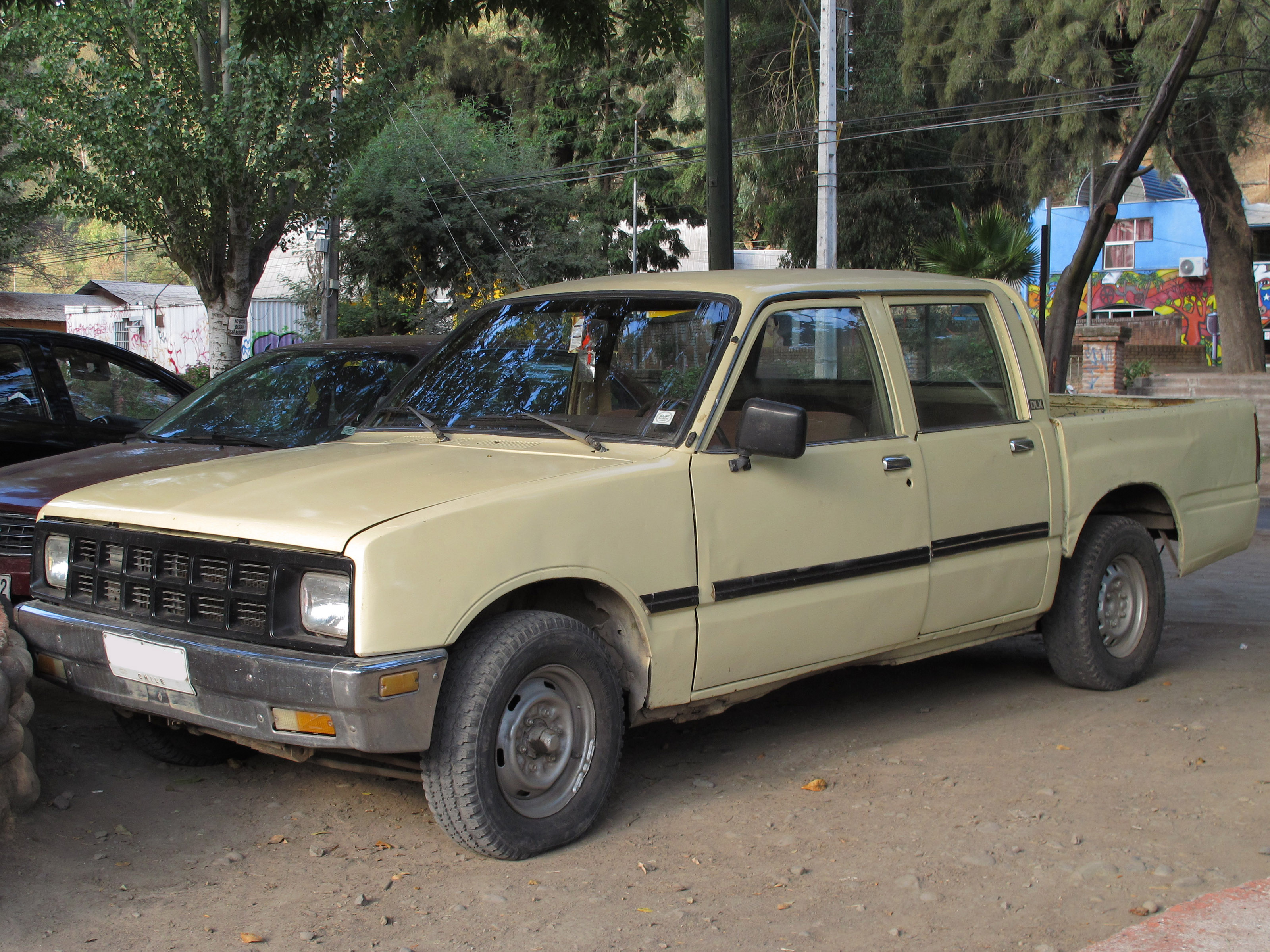
Chevrolet LUV II Crew Cab

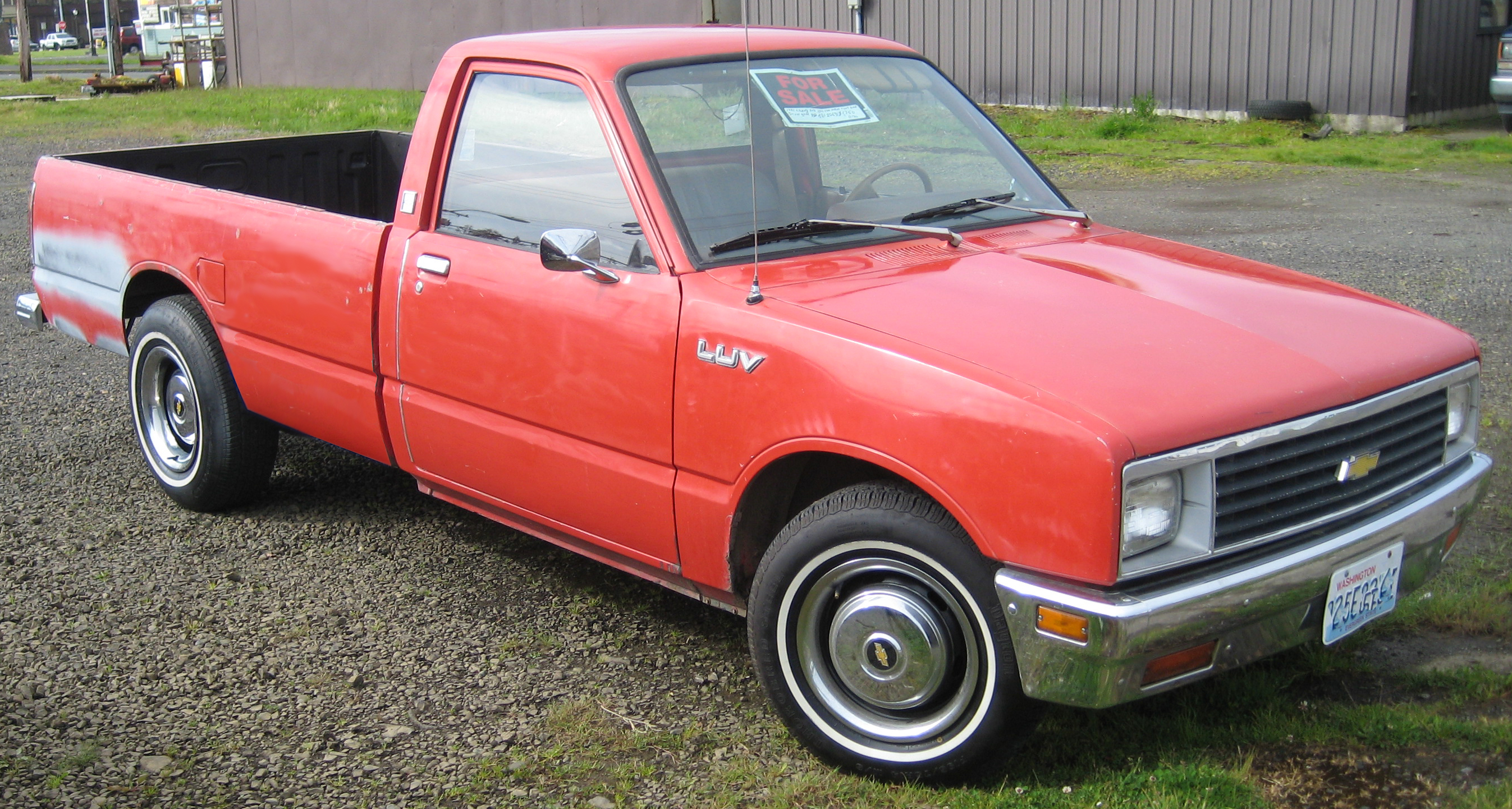
amerykański Chevrolet LUV II

Chevrolet LUV II został zaprezentowany po raz pierwszy w 1980 roku.
Druga generacja średniej wielkości pickupa Chevroleta wzorem poprzednika powstała w ramach partnerstwa z japońskim Isuzu, tym razem trafiając do sprzedaży równolegle z bliźniaczym Isuzu Faster zarówno w Ameryce Północnej, jak i Ameryce Południowej.
Chevrolet LUV II wyróżniał się bardziej kanciastym kształtem nadwozia, na czele ze zdobioną chromem atrapą chłodnicy, a także kwadratowymi, szeroko rozstawionymi reflektorami. Oferta nadwoziowa została poszerzona także o wariant z dwoma rzędami siedzeń, tzw. Crew Cab.

### Koniec produkcji i następca
Produkcja drugiej generacji Chevroleta LUV na obu głównych rynkach zbytu zakończyła się w 1988 roku. W czasie, gdy na potrzeby Ameryki Południowej kontynuowano ją pod postacią trzeciej generacji, tak w Ameryce Północnej LUV został zastąpiony przez nowy model S-10 oparty na bazie SUVa S-10 Blazer.

### Silniki
- L4 1.6l G161
- L4 1.6l G161Z
- L4 1.8l G180Z
- L4 1.8l 4ZB1
- L4 2.0l C190
- L4 2.3l 4ZD1

## Trzecia generacja

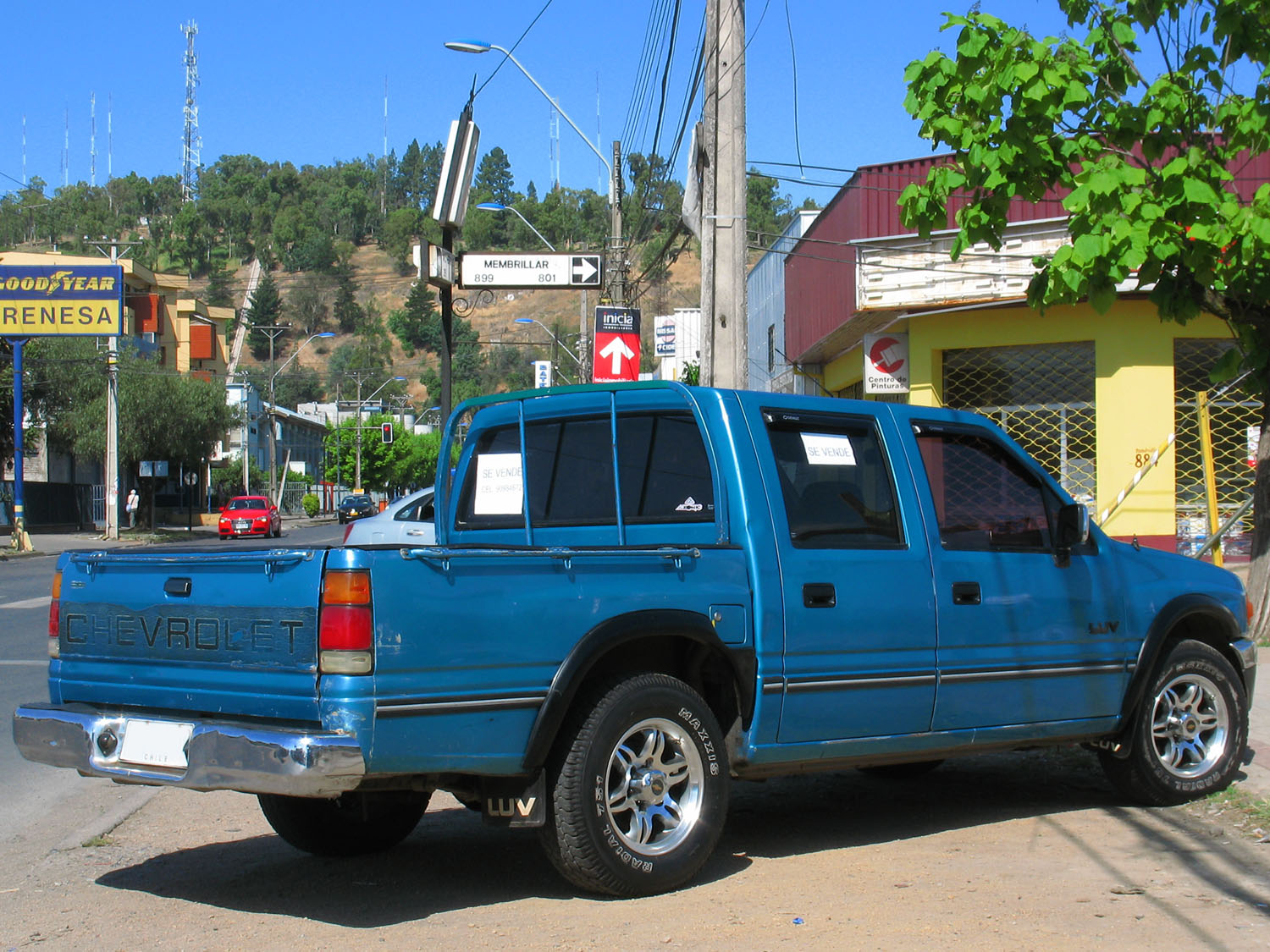
Chevrolet LUV III - tył

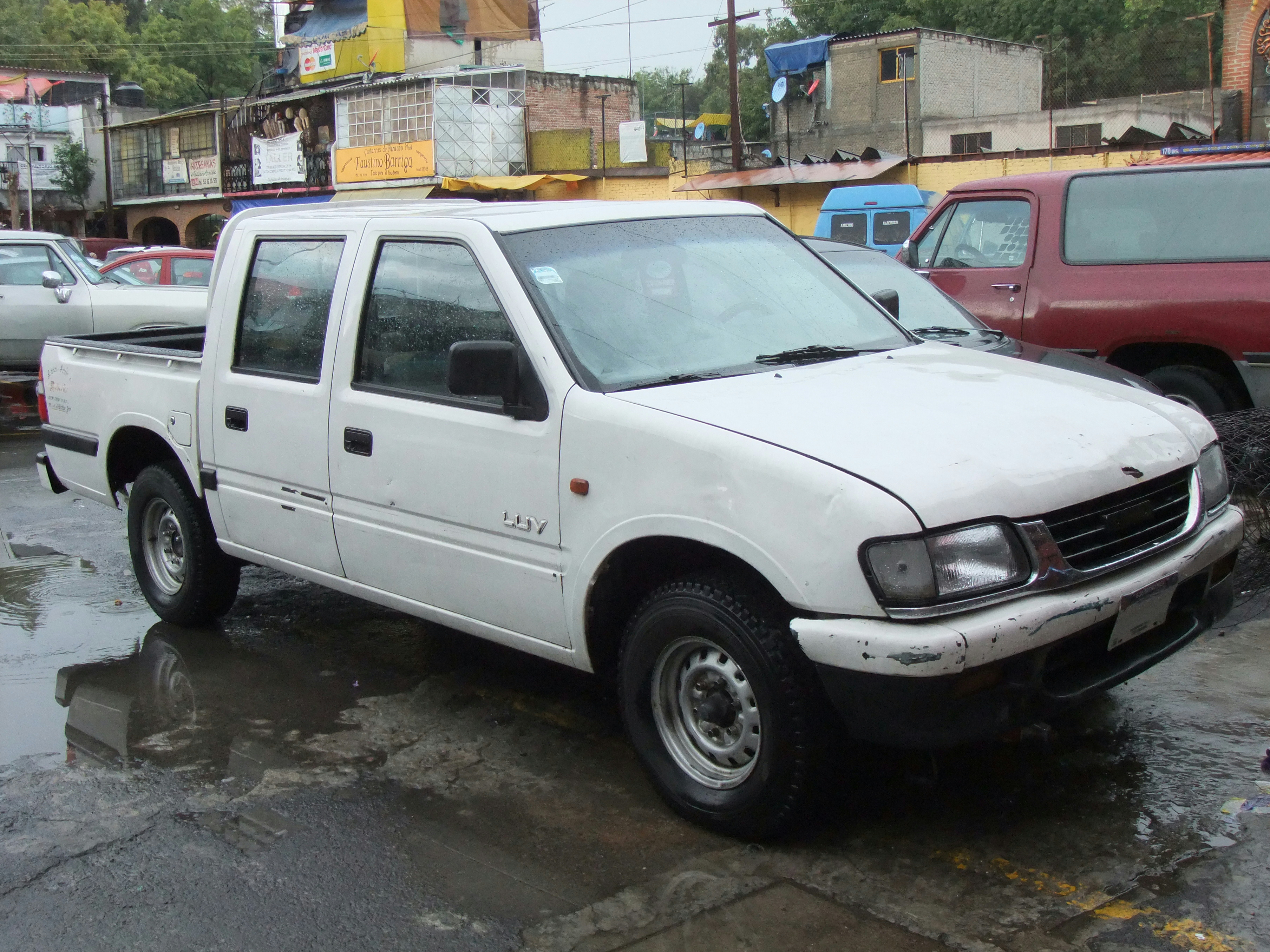
Chevrolet LUV III po liftingu

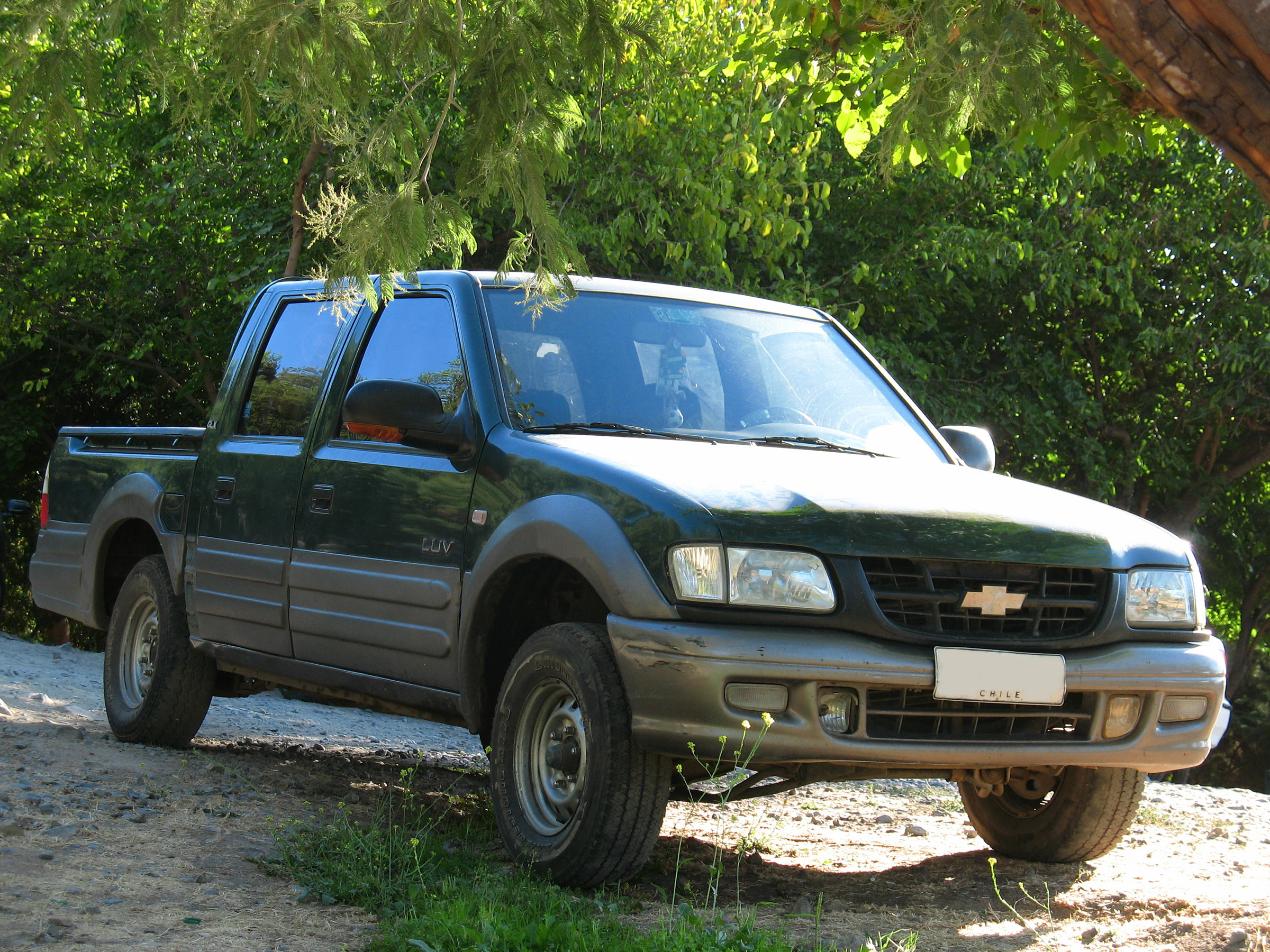
Chevrolet LUV III po drugim liftingu

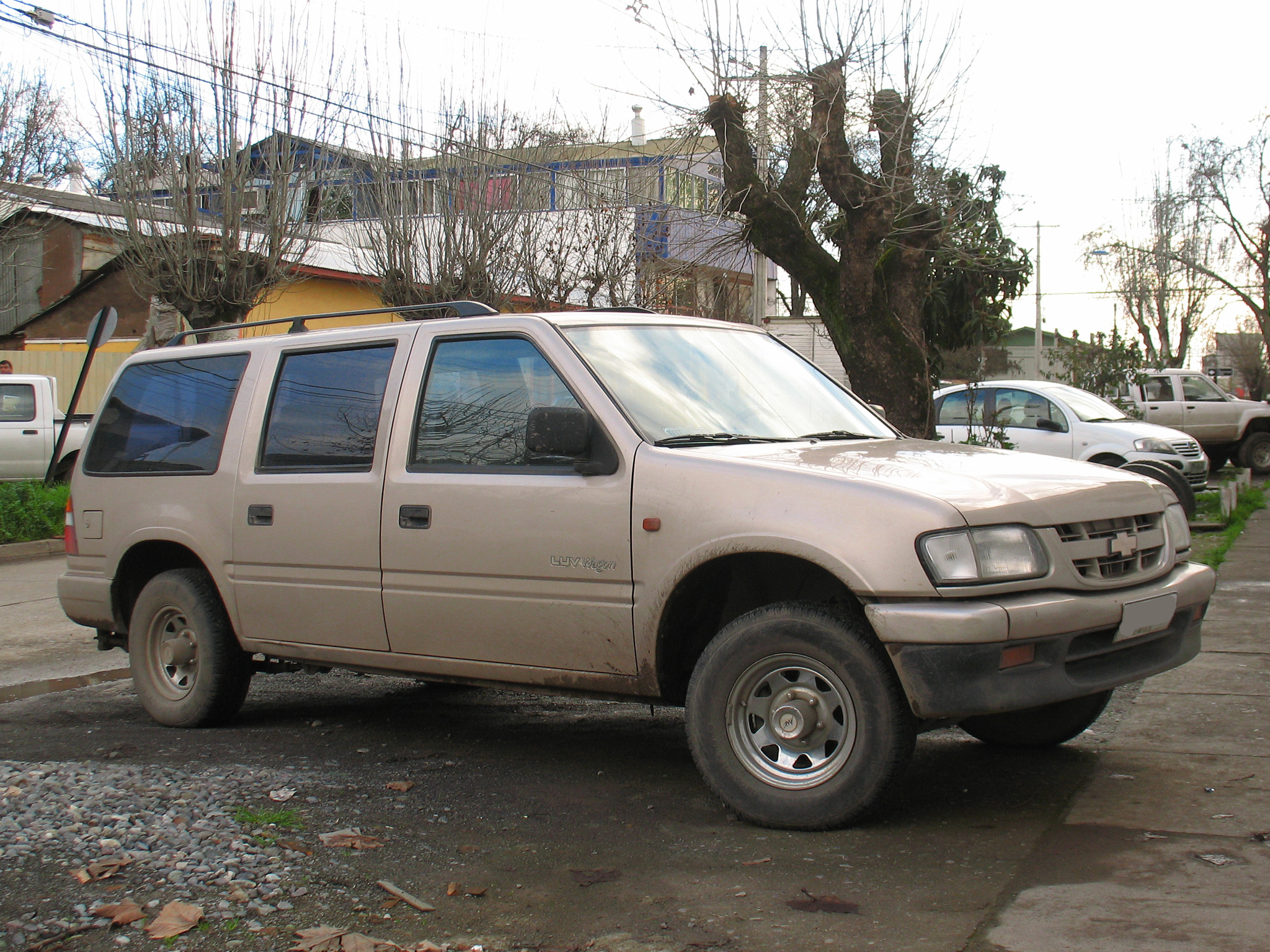
Chevrolet LUV Wagon

Chevrolet LUV III został zaprezentowany po raz pierwszy w 1988 roku.
Trzecia generacja LUV była odtąd samochodem produkowanym i sprzedawanym na wewnętrzne potrzeby rynku południowoamerykańskiego, ponownie powstając jako bliźniacza odmiana wobec japońskiego Isuzu Faster. Samochód zyskał nowocześniejszą, bardziej zaokrągloną sylwetkę, z niewielkimi, kanciastymi reflektorami.

### Restylizacje
W 1997 roku Chevrolet LUV trzeciej generacji przeszedł gruntowną restylizację nadwozia, zyskując nowy wygląd pasa przedniego. Pojawiły się zabudowane, złożone z dwóch kloszy reflektory zachodzące na błotniki, a także trójkątne lampy tylne w nowej formie. Kolejną modernizację przeprowadzono w 2003 roku, modyfikując kształt zderzaka i montując duże logo producenta na atrapie chłodnicy.

### LUV Wagon
Wraz z modernizacją Chevroleta LUV w 2000 roku, oferta modelu została poszerzona także o 5-drzwiowego SUV-a o nazwie Chevrolet LUV Wagon. Wyróżniał się dużym przedziałem bagażowym i kabiną pasażerską o identycznym przedziale pasażerskim w stosunku do pickupa.

### Silniki
- L4 2.2l 22LE
- L4 2.3l 4ZD1
- L4 2.5l 4ZE3
- L4 2.6l 4ZE1
- V6 3.1l LG6

## Czwarta generacja

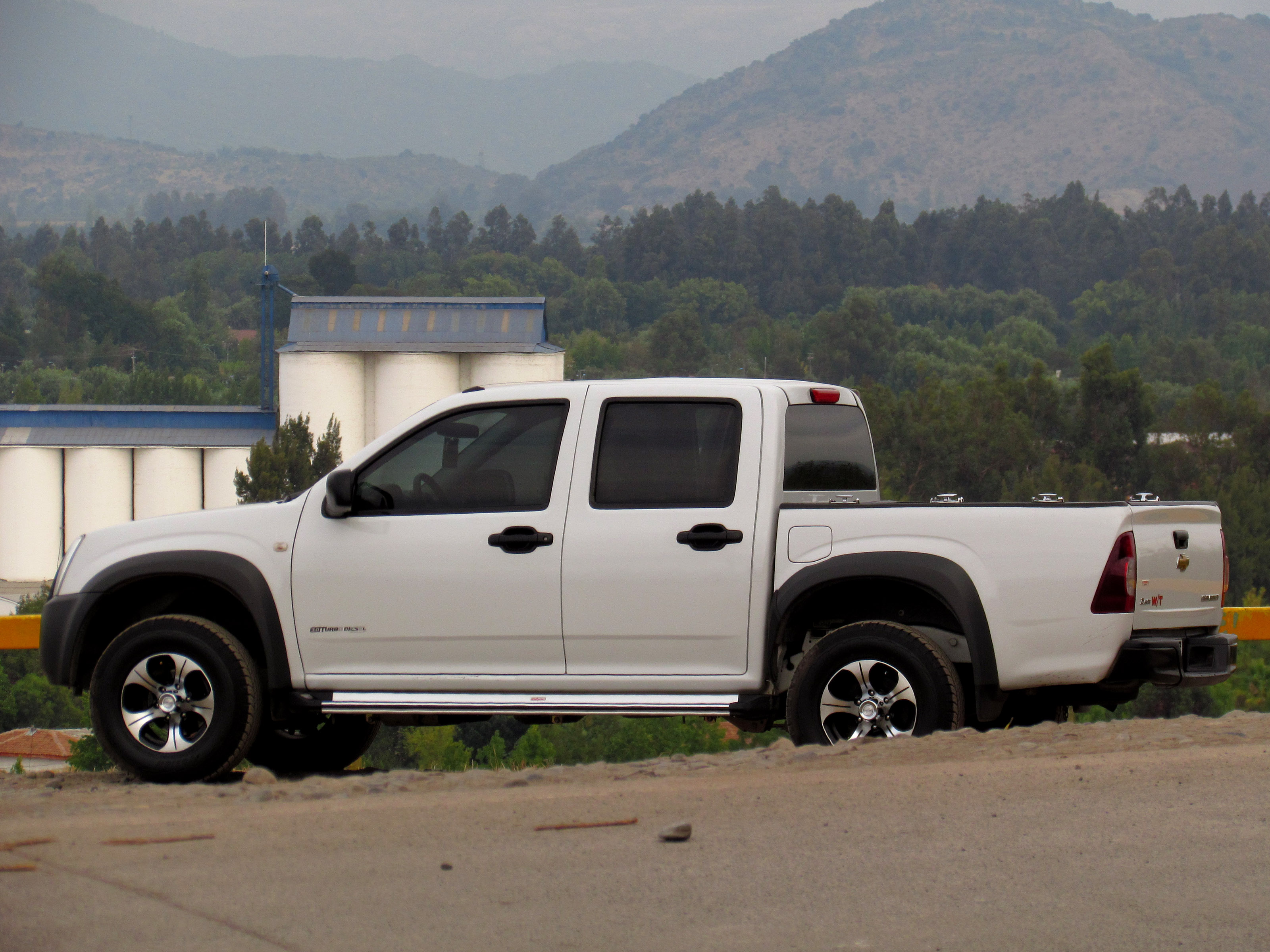
Chevrolet LUV D-Max - tył

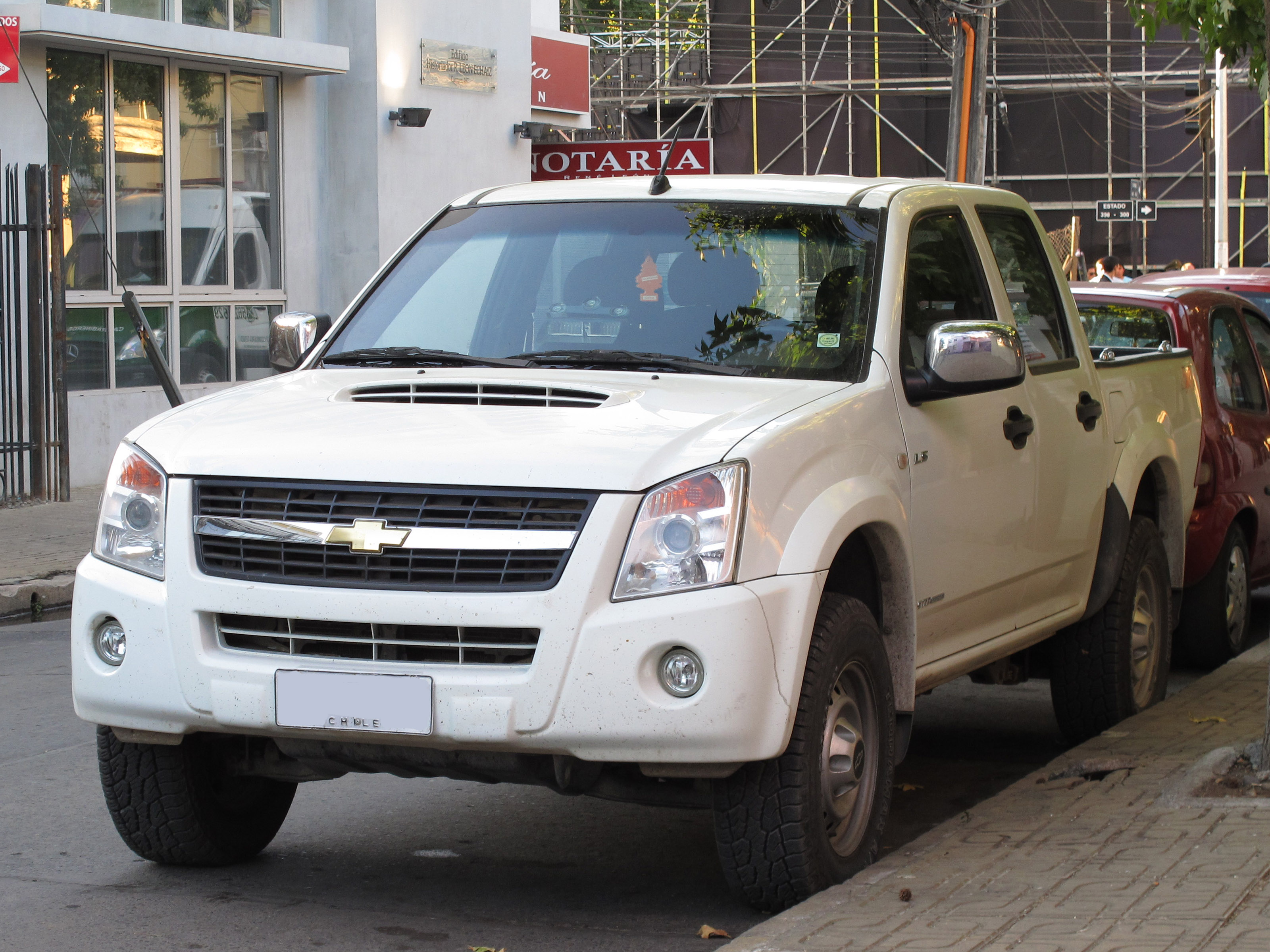
Chevrolet D-Max - model po liftingu

Chevrolet LUV D-Max został zaprezentowany po raz pierwszy w 2005 roku.
Po trwającej 17 lat produkcji trzeciej generacji LUV, w 2005 roku Chevrolet przedstawił z myślą o rynkach Ameryki Łacińskiej zupełnie nową, czwartą i zarazem ostatnią odsłonę średniej wielkości pickupa z serii LUV. Nawiązując do nowego modelu Isuzu, którego lokalną odmianą stał się model, nazwa została wzbogacona o dodatkowy człon D-Max.

### Lifting i zmiana nazwy
Wzorem Isuzu D-Max, w 2009 roku Chevrolet LUV D-Max przeszedł obszerną modernizację pasa przedniego. Pojawiły się charakterystyczne reflektory w kształcie rombu, a ponadto skrócono nazwę do po prostu Chevrolet D-Max, kończąc tym samym historię linii modelowej LUV.

### Silniki
- L4 2.5l 4JA1-T
- L4 2.5l 4JK1-TC
- L4 3.0l 4JH1-T
- L4 3.0l 4JJ1-TC
- L4 3.0l 4JJ1-TCX